# Giải Quả cầu vàng
Giải Quả cầu Vàng (tiếng Anh: Golden Globe Awards) là một giải thưởng của Hiệp hội báo chí nước ngoài ở Hollywood trao hàng năm cho các cống hiến xuất sắc trong ngành kỹ nghệ giải trí, cả ở Hoa Kỳ lẫn nước ngoài, và nhằm hướng sự chú ý của công chúng vào phim và chương trình truyền hình hay nhất.
Bữa tiệc chiêu đãi và buổi lễ trao giải Quả cầu Vàng là một phần chủ yếu của mùa trao giải phim hàng năm tại Hoa Kỳ, mà đỉnh cao là giải Oscar.
Giải Quả cầu Vàng đầu tiên được trao vào tháng 1/1944 tại phim trường của hãng 20th Century Fox ở Los Angeles. Giải Quả cầu Vàng cho phim và truyền hình hay nhất lần thứ 66 năm 2008 được trao ngày 11.1.2009 tại khách sạn Beverly Hilton ở Beverly Hills, California, nơi giải được tổ chức hàng năm, kể từ năm 1961.

## Lễ trao giải
Lễ trao giải Quả cầu Vàng hàng năm được trực tiếp truyền hình tới trên 150 nước khắp thế giới, thường được coi là show được nhiều người xem thứ ba, chỉ sau lễ trao giải Oscar và giải Grammy.

## Các thể loại giải

### Các giải điện ảnh

#### Giải cho phim chính kịch
- Giải Quả cầu vàng cho phim chính kịch hay nhất
- Giải Quả cầu vàng cho nam diễn viên phim chính kịch xuất sắc nhất
- Giải Quả cầu vàng cho nữ diễn viên phim chính kịch xuất sắc nhất

#### Giải cho phim ca nhạc hoặc phim hài
- Giải Quả cầu vàng cho phim ca nhạc hoặc phim hài hay nhất
- Giải Quả cầu vàng cho nam diễn viên phim ca nhạc hoặc phim hài xuất sắc nhất
- Giải Quả cầu vàng cho nữ diễn viên phim ca nhạc hoặc phim hài xuất sắc nhất

#### Giải chung
- Giải Quả cầu vàng cho đạo diễn xuất sắc nhất
- Giải Quả cầu vàng cho nam diễn viên điện ảnh phụ xuất sắc nhất
- Giải Quả cầu vàng cho nữ diễn viên điện ảnh phụ xuất sắc nhất
- Giải Quả cầu vàng cho kịch bản hay nhất
- Giải Quả cầu vàng cho nhạc phim gốc hay nhất
- Giải Quả cầu vàng cho ca khúc trong phim hay nhất
- Giải Quả cầu vàng cho phim ngoại ngữ hay nhất
- Giải Quả cầu vàng cho phim hoạt hình hay nhất (từ năm 2006 tới nay)
- Giải Quả cầu vàng Cecil B. DeMille

### Các giải truyền hình
Từ năm 1956:
- Giải Quả cầu vàng cho Kịch truyền hình hay nhất
- Giải Quả cầu vàng cho ca nhạc hoặc hài kịch hay nhất
- Giải Quả cầu vàng cho nam diễn viên kịch truyền hình xuất sắc nhất
- Giải Quả cầu vàng cho nam diễn viên ca nhạc hoặc hài kịch truyền hình xuất sắc nhất
- Giải Quả cầu vàng cho nữ diễn viên kịch truyền hình xuất sắc nhất
- Giải Quả cầu vàng cho nữ diễn viên ca nhạc hoặc hài kịch truyền hình xuất sắc nhất
- Giải Quả cầu vàng cho loạt truyện ngắn hoặc phim truyền hình hay nhất
- Giải Quả cầu vàng cho nam diễn viên trong loạt truyện ngắn hoặc phim truyền hình xuất sắc nhất
- Giải Quả cầu vàng cho nữ diễn viên trong loạt truyện ngắn hoặc phim truyền hình xuất sắc nhất
- Giải Quả cầu vàng cho nam diễn viên phụ trong loạt truyện ngắn hoặc phim truyền hình xuất sắc nhất
- Giải Quả cầu vàng cho nữ diễn viên phụ trong loạt truyện ngắn hoặc phim truyền hình xuất sắc nhất

### Các giải ngừng trao
- Giải Quả cầu vàng cho phim tài liệu hay nhất. Giải trao lần chót tại kỳ giải thứ 34, năm 1977.
- Giải Quả cầu vàng cho phim nước ngoài nói tiếng Anh hay nhất. Giải này cho phép các phim của vương quốc Anh như phim Hamlet của Laurence Olivier làm tại Anh được lãnh giải.
- Giải Quả cầu vàng cho ngôi sao nam mới trong năm. Giải trao lần chót tại kỳ giải thứ 40, năm 1983.
- Giải Quả cầu vàng cho ngôi sao nữ mới trong năm • Giải trao lần chót tại kỳ giải thứ 40 năm 1983.
- Giải Henrietta (World Film Favorite - Nữ) • Từ năm 1950 tới 1979[3]
- Giải Henrietta (World Film Favorite - Nam) • Từ năm 1950 tới 1979

## Những người đoạt giải Quả cầu Vàng nhiều nhất
Meryl Streep giữ kỷ lục về số lần đoạt giải, với 7 lần. Bà cũng giữ kỷ lục về số lần được đề cử với 25 lần và Jack Lemmon là người thứ nhì với 22 lần. Tuy nhiên - kể cả các giải đặc biệt - như giải Henrietta (World Film Favorite Actor/Actress) hoặc giải Quả cầu Vàng Cecil B. DeMille, thì Barbra Streisand là người đoạt 11 giải, sau đó là Jack Nicholson với 7 giải.
Chỉ có 1 nữ diễn viên đoạt được 4 giải có số giải nhiều thứ 2 trên thế giới:
- Cameron Diaz đã giành được 4 giải
  - Giải nữ diễn viên điện ảnh phụ xuất sắc nhất (1999) - trong bộ phim Being John Malkovich
  - Giải nữ diễn viên điện ảnh phụ xuất sắc nhất (2002) -trong bộ phim Gangs of New York
  - Giải nữ diễn viên phim ca nhạc hoặc phim hài xuất sắc nhất (1998) - trong bộ phim There Something About Mary
  - Giải nữ diễn viên phim ca nhạc hoặc phim hài xuất sắc nhất (2006) -trong bộ phim The Holiday

Chỉ có 4 nữ diễn viên đoạt 2 giải cho 2 phim trong cùng một năm: 
- Sigourney Weaver (1989)
  - Giải nữ diễn viên xuất sắc nhất - phim chính kịch Gorillas in the Mist: The Story of Dian Fossey
  - Giải nữ diễn viên phụ xuất sắc nhất - phim Working Girl
- Joan Plowright (1993)
  - Nữ diễn viên phụ xuất sắc nhất - phim Enchanted April
  - Nữ diễn viên phụ xuất sắc nhất - loại truyện ngắn hoặc phim truyền hình Stalin
- Helen Mirren (2007)
  - Nữ diễn viên xuất sắc nhất - phim chính kịch The Queen
  - Nữ diễn viên xuất sắc nhất - loạt truyện ngắn hoặc phim truyền hình Elizabeth I
- Kate Winslet (2009)
  - Nữ diễn viên xuất sắc nhất - Phim chính kịch Revolutionary Road
  - Nữ diễn viên phụ xuất sắc nhất - phim The Reader

## Các đề cử và đoạt giải sau khi qua đời
- 1976: Peter Finch đoạt giải Quả cầu vàng cho nam diễn viên phim chính kịch xuất sắc nhất cho vai diễn trong phim chính kịch Network.
- 2009: Heath Ledger đoạt giải Quả cầu vàng cho nam diễn viên điện ảnh phụ xuất sắc nhất cho vai diễn trong phim The Dark Knight.
- 2021: Chadwick Boseman đoạt giải Quả cầu vàng cho nam diễn viên phim chính kịch xuất sắc nhất cho vai diễn trong phim chính kịch Điệu blues của Ma Rainey.

## Việc gây tranh cãi
Pia Zadora đoạt giải Quả cầu Vàng năm 1981 trong thể loại "Newcomer-of-the-Year" (nữ ngôi sao điện ảnh mới trong năm) trong phim Butterfly. Có các sự cáo buộc là các thành viên của Hiệp hội báo chí nước ngoài ở Hollywood đã bị mua chuộc. Chồng của Pia, nhà triệu phú Meshulam Riklis đã đưa máy bay chở các thành viên trong ban giám khảo tới casino của ông ta, khách sạn Riviera ở Las Vegas, như vậy sẽ họ bỏ phiếu cho Pia để đền đáp lại. Riklis cũng mời các thành viên trong ban giám khảo tới nhà mình dự bữa tiệc xa hoa. Ông ta cũng tiêu xài hoang phí cho việc quảng cáo.
Hơn nữa, phim này cũng chưa từng công chiếu trong thời gian phát giải. như vậy Pia không đủ tư cách để tranh giải.